# Sally Mc-Kinney Møller
Sally Mc-Kinney Møller (15. februar 1912 – 15. september 1989) var datter af skibsreder A.P. Møller og Chastine Estelle Roberta Mc-Kinney Møller.
Hun blev gift første gang med Kurt Schede, der var økonom og officer (luftwaffehauptman) i det tyske luftvåben (Luftwaffe). Han faldt ved Stalingrad i januar 1943. De fik to børn: Marit Schede-Møller (f. 1938) og Anne Birgit (f. 1941).
Hun blev gift anden gang den 31. august 1946 med Mogens Poul Møller (1909-1999), søn af direktør Poul Møller og Johanne Grønbek.
De fik en søn: Peter Arnold Poul Møller (1947-2006) hofjægermester, bestyrelsesformand i A/S Morsø Jernstøberi, godsejer på Kattrup Gods.
Hun boede en stor del af sit liv på godset Kattrup ved Tissø, på Vestsjælland.